# Imaginé
«Imaginé» es el nombre de una canción y de un sencillo de la banda madrileña Hamlet, de su álbum de 2005 Syberia.
El videoclip está ambientado y ubicado en una pista de aterrizaje de un aeródromo. Muestra escenas de día, al atardecer y de noche. La banda tomó como inspiración para el vídeo el videoclip de la canción "Minerva", del álbum homónino de Deftones.

## Miembros
- J. Molly, voz
- Luis Tárraga, guitarra solista
- Pedro Sánchez, guitarra rítmica
- Paco Sánchez, batería
- Álvaro Tenorio, bajo